# Garçon de restaurant
Pour plus de détails, voir Fiche technique et Distribution.
Garçon de restaurant (Человек из ресторана, Chelovek iz restorana) est un film soviétique réalisé par Yakov Protazanov, sorti en 1927.

## Fiche technique
- Photographie : Anatoli Golovnia, K. Vents
- Décors : Sergeï Kozlovskiï

## Distribution
- Mikhaïl Tchekhov : Skorohodov - The Waiter
- Mikhail Klimov : Shtoss - The Manager
- Mikhail Narokov : Karayesv / The Manufacturer
- Stepan Kuznetsov : The Minister
- K. Alekseyeva : Skorohodov's Wife
- Vera Malinovskaya : Natasha (comme V. Malinovskaya)
- Ivan Koval-Samborsky : Sokolin - The Tenant
- Arkadiy Blagonravov : Visitor restaurant
- Viktor Gromov : The Waiter
- Rayisa Karelina-Rayich : Classy lady
- Sofya Levitina : Visitor restaurant
- Andrey Petrovsky : The General (comme A. Petrovsky)
- Yakov Protazanov :
- Boris Sushkevich :
- Sofya Yakovleva : Seduced girl
- Mikhaïl Jarov : The Waiter
- Mark Proudkine : Officer (non crédité)
- Sergei Tsenin : Officer (non crédité)